# Wind Rivers indianreservat

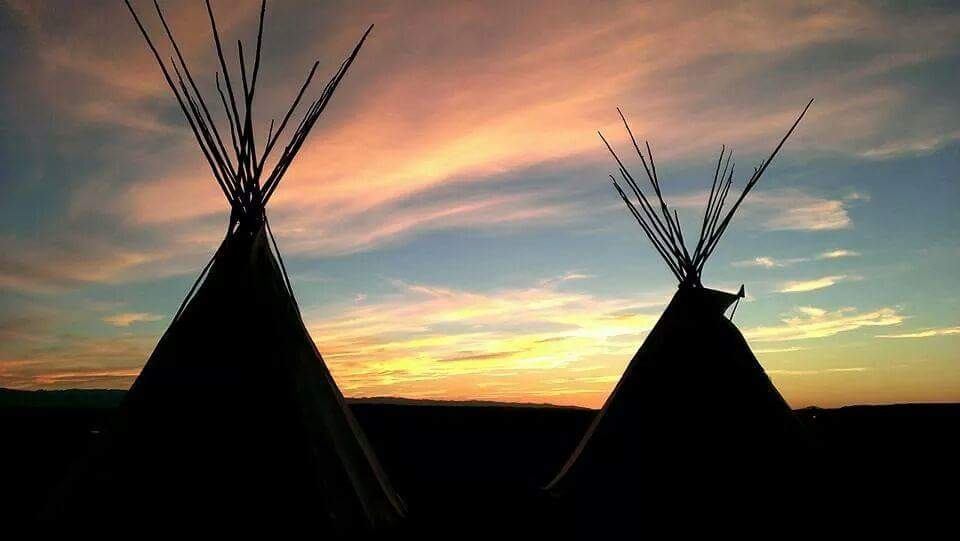
Traditionella tipier i reservatet.

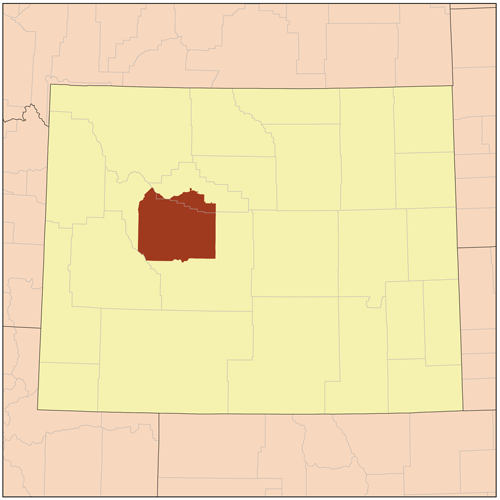
Wind Rivers indianreservat markerat på kartan över Wyoming.

Wind River Indian Reservation är ett indianreservat i Wyoming, USA, tillhörande östshoshonernas och nordarapahoernas stammar. Reservatet har sitt namn efter floden Wind River som rinner genom området.

## Administration
Östshoshonerna och Nordarapahoerna har vardera 50 % andel i indianreservatet och stammarna har var sitt styrande råd. Dessutom finns ett råd för reservatets gemensamma administration sammansatt av medlemmar från båda stammarna.

## Läge
Reservatet omfattar omkring en tredjedel av Fremont County och en femtedel av Hot Springs County med en total area på 9 148 km², vilket gör det till USA:s sjunde största indianreservat. Reservatet ligger på östra sidan av Klippiga bergen i Wind Rivers bäcken och omges av Wind River Range, Owl Creek Mountains och Absaroka Mountains.

## Orter
Den största staden i reservatet är Riverton och reservatet har sitt administrativa säte i Fort Washakie. Övriga mindre orter är Arapahoe, Boulder Flats, Crowheart, Ethete, Hudson och Johnstown.

## Historia
Reservatet etablerades för östshoshonerna 1868. Camp Augur vid nuvarande Lander blev det första högkvarteret men 1871 flyttades det till det nuvarande Fort Washakie, som namngavs efter shoshonehövdingen Washakie 1878. Fortet var i funktion fram till 1909, och här grundades en internatskola och ett sjukhus. Kyrkan St. Michael's i Ethete uppfördes 1917-20. Orten Arapahoe, Wyoming grundades ursprungligen som handelspost där mat distribuerades till arapahoerna. 1906 avträddes delar av reservatet till nybyggare, bland annat platsen där Riverton grundades. Under 1800-talet drev regeringen en kampanj för att få reservatets invånare att anta mer engelska namn och bli bofasta jordbrukare, och bland annat etablerades konstbevattning och en spannmålskvarn.
En utdragen juridisk strid om markrätten till nybyggarbosättningar etablerade på reservatet avgjordes delvis till stammarnas fördel 2013, då USA:s federala myndigheter beslutade att lagen från 1906 som tillät staden Riverton att avstyckas från reservatet var ogiltig. Den exakta juridiska statusen är fortfarande omstridd mellan ortsbor, lokala och federala myndigheter, men federala myndigheter definierar sedan december 2013 Riverton som en officiell del av reservatet, vilket bland annat ger stammarna rätt att besluta om miljöfrågor. Reservatet är även plats för Wyomings enda lagliga kasinon.

## Befolkning

Nordarapahoernas flagga

Befolkningen på reservatets område uppgick till 40 237 invånare vid 2000 års folkräkning. Av dessa uppgav sig 6 728 (28,9 procent) vara helt eller delvis av ursprungsamerikanskt ursprung, och av dessa var 54 procent arapahoer och 30 procent shoshoner. 22 procent av ursprungsamerikanerna hade ett annat modersmål än engelska.

## I populärkulturen
Thrillerfilmen Wind River (2017), med manus och regi av Taylor Sheridan, utspelas i indianreservatet.